# 中國人民解放軍進行曲

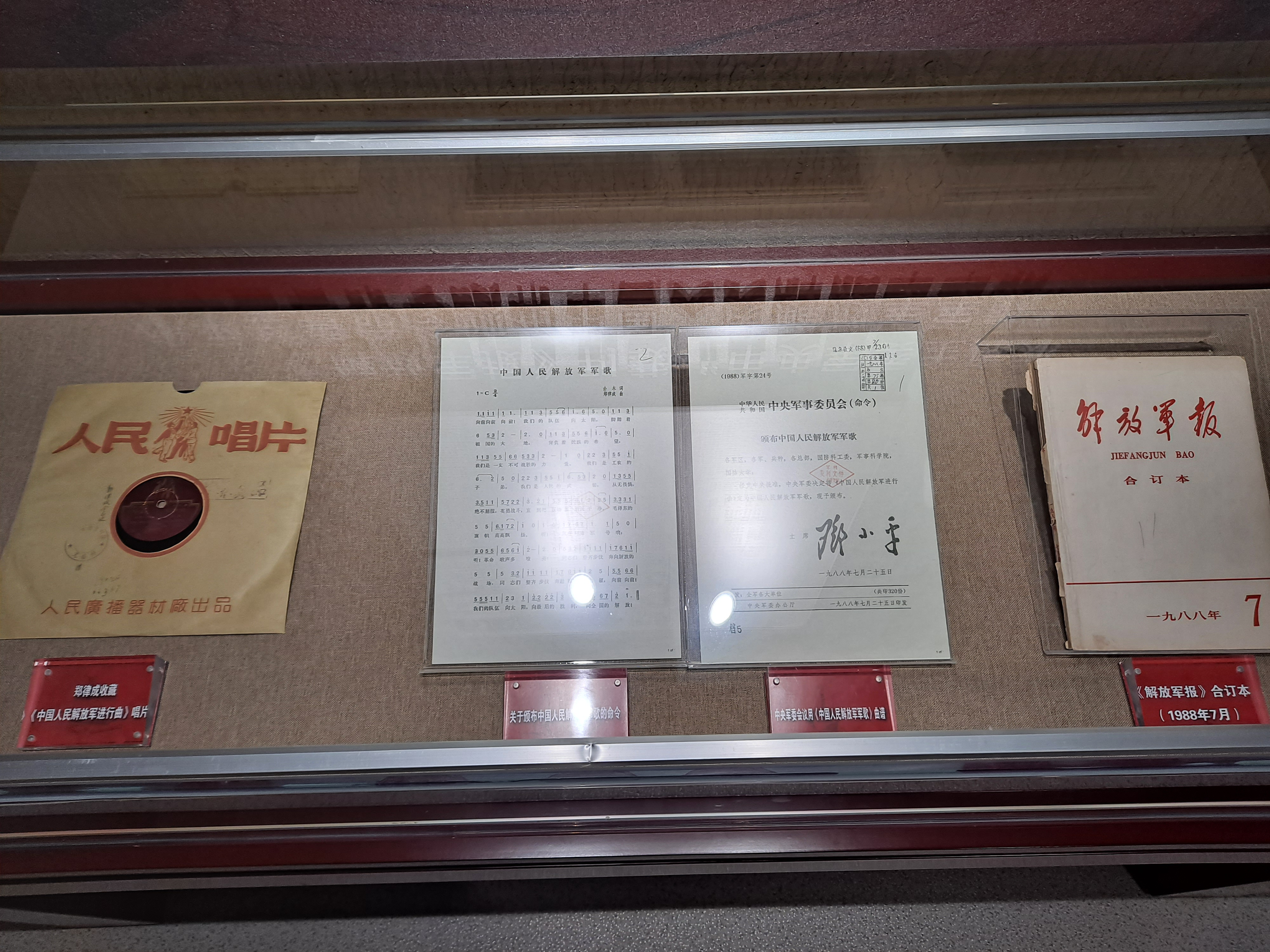
人民音乐家郑律成纪念馆内的《中國人民解放軍軍歌》

《中國人民解放軍軍歌》，又名為《中國人民解放軍進行曲》，是中国人民解放军現行軍歌，公木作詞，郑律成作曲。
1939年秋，創作於延安，原名為《八路軍進行曲》，为《八路军大合唱》组歌之一；同年年尾，由鄭律成亲自指挥，由魯迅藝術學院合唱队与乐队在杨家岭中央大礼堂首次演出。第二次國共內戰時，改名為《解放軍進行曲》。1965年，改為現名並沿用至今。1988年7月25日，经中共中央批准，中华人民共和国中央军事委员会主席邓小平簽署命令將《中國人民解放軍進行曲》正式定為中國人民解放軍軍歌。

## 歌词
作者公木创作的这首军歌的歌词在不同的时代国家形势的需要屡经改動。例如，“自由的旗帜高高飘扬”一句，曾被先后改为“全中国人民彻底解放”“胜利的旗帜高高飘扬”及“毛泽东的旗帜高高飘扬”。此外，“争取民主自由，争取民族解放”一句，后被改为“向最后的胜利，向全国的解放”。
現今歌詞
|  | 向前！向前！向前！ 我们的队伍向太阳， 脚踏着祖国的大地， 背负着民族的希望， 我们是一支不可战胜的力量。 我们是工农的子弟， 我们是人民的武装， 从无畏惧，绝不屈服，英勇战斗， 直到把反动派消灭干净， 毛泽东的旗帜高高飘扬。 听！风在呼啸军号响， 听！革命歌声多嘹亮！ 同志们整齐步伐奔向解放的战场， 同志们整齐步伐奔赴祖国的边疆， 向前！向前！ 我们的队伍向太阳， 向最后的胜利， 向全国的解放！ |

## 改编
中国人民解放军的《分列式进行曲》即改编自《中国人民解放军进行曲》，由中华人民共和国开国大典上担任解放军联合军乐团团长的罗浪改编。相较原曲，此曲节奏感更快更强，更便于部队分列式行进，是中国人民解放军阅兵和分列式时必用的曲目。

## 外部連結
- 中國人民解放軍軍歌 - 中國共產黨新聞網（页面存档备份，存于）
- YouTube上的中國人民解放軍進行曲 -- 解放軍合唱團
- YouTube上的中国人民解放军进行曲 铜管乐版